# Камионџије д. о. о.
Камионџије д. о. о.  је српска телевизијска серија у режији Филипа Чоловића. 
Од 28. децембра 2020. године се емитује на РТС 1.

## Радња
У фокусу приче је мали, обичан човек, који пролази кроз перипетије разних девијација актуелних друштвених односа.
Ово је прича о два човека, два потпуно различита темперамента, различитих интересовања, немања посла, који вероватно никада не би друговали, али их је животна ситуација спојила да буду пријатељи и сувозачи...
Прича почиње случајним сусретом Жиће, бившег шофера, а потом библиотекара у малој сеоској школи у околини Уба, и Баје, возача аутобуса у градском саобраћајном предузећу у Убу. Тај сусрет ће у потпуности изменити њихове животе.
Пошто су обојица остали без посла, они су, гледајући репризу серије "Камионџије" са популарним Чкаљом и Павлом Вујисићем, који су играли Јарета и Пају, одлучили да купе камион и оснују фирму за превоз робе.
Током заједничког рада, Баја и Жића пролазе кроз низ занимљивих и духовитих, а друштвено актуелних авантура, током којих гледаоци могу да се упознају са разним судбинама обичних, такозваних "малих људи" који живе у провинцији и који своју свакодневицу проводе на сасвим други начин, у односу на "брзи живот" у узаврелим градским срединама. 
Комедија по жанру, серија је својеврсни омаж "Камионџијама" из седамдесетих година, како је то замислио писац истих сценарија, покојни Гордан Михић.
У серији "Камионџије д. о. о.", постоји јасна разлика у односу на "Камионџије" из седамдесетих и осамдесетих година 20. века. Нову серију с подједнаким интересовањем могу да прате и поштоваоци претходних серијала, али и нова публика, која није "оптерећена" догодовштинама Паје и Јарета, јер може да се поистовети са новим главним ликовима, који постављени у контекст овог времена, постају оригинални јунаци данашњице.

## Улоге

### Главне
- Тихомир Станић као Живорад Грујић - Жића
- Ненад Јездић као Предраг Бабурић - Баја
- Паулина Манов као Даринка Дара Грујић
- Бранислав Зеремски као Ђорђе Грчић - Грча Јарац
- Јелена Ступљанин као Сека Грчић (сезона 1)
- Анка Гаћеша као Невенка Нена Грчић (сезона 2- )
- Марко Гверо као Миодраг Регуловић - Грга Мурињо (главни: сезоне 2− ; епизодни: сезона 1)
- Тања Пјевац као Зорица Зока Станисављевић (главни: сезонае 2− ; епизодни: сезона 1)
- Јована Гавриловић као Авдика Јовановић (главни: сезоне 3− ; епизодни: сезоне 1−2)
- Небојша Илић као Родољуб Станиславковић (главни: сезоне 3− ; епизодни: сезоне 1−2)
- Небојша Миловановић као Иследник Лазар Максимовић (главни: сезона 4; епизодни: сезоне 1−3)
- Слободан Нинковић као Бата Крњаја (главни: сезона 4; епизодни: сезоне 1−2)
- Андреј Шепетковски као Реџиналд Јовановић (главни: сезона 4; епизодни: сезоне 2−3)
- Бранимир Брстина као Станоје Грчић (главни: сезона 4; гост: сезона 3)

### Епизодне
| Глумац                    | Улога                       |
| ------------------------- | --------------------------- |
| Ива Илинчић               | Силвана                     |
| Данина Јефтић             | Ђерасима “Ђера”             |
| Владислав Михаиловић      | Тале                        |
| Иван Јевтовић             | Петопарац                   |
| Амар Ћоровић              | Сеад                        |
| Јелица Сретеновић         | Тетка Милица                |
| Славиша Чуровић           | Емир Шарачевић              |
| Милош Ђорђевић            | Тровач                      |
| Михаило Лаптошевић        | Шваца                       |
| Раде Марковић             | директор школе              |
| Бранка Пујић              | разредна Нада               |
| Ања Мит                   | Мира                        |
| Изудин Бајровић           | Меша                        |
| Сандра Бугарски           | Мирођија Чаробница          |
| Вања Ненадић              | Жута                        |
| Јован Мемедовић           | Јован - (лично)             |
| Милорад Милинковић        | Милорад - (лично)           |
| Софија Јуричан            | Лили                        |
| Бојана Ђурашковић         | Тијана                      |
| Ива Штрљић                | шалтеруша                   |
| Јована Кнежевић           | таксисткиња                 |
| Владимир Гајовић          | Раша                        |
| Младен Совиљ              | Зоран                       |
| Марко Николић             | полицајац                   |
| Тара Милутиновић          | девојка за посао/службеница |
| Душан Дуле Савић          | лично                       |
| Мина Николић              | Мина                        |
| Николија Николић          | Николина                    |
| Иван Томашевић            | судија                      |
| Душан Ашковић             | издавач / редитељ           |
| Радован Пулетић           |                             |
| Вук Трнавац               | Буцa                        |
| Сара Хубач                | Маја                        |
| Тадеј Милутиновић         | Тадеј                       |
| Дара Џокић                | Дуда                        |
| Олга Одановић             | Биба                        |
| Бојан Димитријевић        | Миле                        |
| Нела Михаиловић           | Силванина мајка             |
| Бора Ненић                | Скочаић                     |
| Весна Чипчић              | Лепосава                    |
| Оливера Викторовић        | Радојче                     |
| Милан Михаиловић          | Божа                        |
| Властимир Велисављевић    | Влаки                       |
| Јован Радовановић         | Јова                        |
| Новак Билбија             | чичица                      |
| Милена Предић             | Милена                      |
| Борис Миливојевић         | Мића                        |
| Тијана Марковић           | Љубинка                     |
| Душко Радовић             | саобраћајац                 |
| Милош Влалукин            | Раде поштар/Гиле            |
| Мирјана Ђурђевић          | Магда                       |
| Игор Дамњановић           | други здепасти              |
| Горан Даничић             | шљункар                     |
| Бојан Перић               | Богатун Сале                |
| Бојан Јовин               | Џибра                       |
| Радомир Николић           | ливрејисани батлер          |
| Димитрије Илић            | саобраћајац                 |
| Александар Ђурица         | адвокат/Лазар Шегрт         |
| Гордана Јошић             | средовечна                  |
| Бојана Ђурашковић         | Тијана                      |
| Никола Штрбац             | Стева                       |
| Анида Исановић            | Анида                       |
| Алекса Радојловић         | Ћелавац                     |
| Иван Зекић                | "Крештав" Зоран             |
| Мина Николић              | Мина                        |
| Николија Николић          | Николина                    |
| Драгомир Филиповић        | Мађионичар                  |
| Александар Лукић          | Сниматељ                    |
| Ана Бретшнајдер           | Наставница                  |
| Ђорђе Ерчевић             | Трипер                      |
| Слободан Ћустић           | Срба Антић                  |
| Мартини Јовановић         | Тарик                       |
| Мирослав Мандић           | Сват                        |
| Весна Станковић           | Боса                        |
| Ђуро Брстина              | Васа                        |
| Дуња Стојановић           | Наталија                    |
| Лепомир Ивковић           | Радоје                      |
| Гаврило Иванковић         | Чеда                        |
| Алекса Микић              | Драгo                       |
| Ненад Стојменовић         | Небојша                     |
| Владимир Јовановић        | рецепционер                 |
| Мариана Аранђеловић       | Цајка                       |
| Јелица Ковачевић          | Марлена                     |
| Александар Меда Јовановић | Баџа                        |
| Марко Тодоровић           | Макс                        |
| Mилан Никитовић           | Скакавац                    |
| Анастасија Мандић         | Силванина тетка             |
| Александар Гајин          | начелник полиције           |
| Владимир Грбић            | Дитрих                      |
| Микица Петронијевић       | Цајкин менаџер              |
| Лејла Плунчевић           | Сенада                      |
| Миљан Прљета              | Вуле                        |
| Раде Ћосић                | васпитач                    |
| Владан Гајовић            | Раша бициклиста             |
| Марко Николић             | Бубало полицајац            |
| Ема Муратовић             | Лејла терапеут              |
| Викторија Арсић           | Исидора кустоскиња          |
| Саво Радовић              | директор                    |
| Милош Танасковић          | Невенкин уредник            |
| Наташа Петровић           | удовица                     |
| Љубомир Тодоровић         |                             |
| Филип Чоловић             | пилот                       |
| Вахид Џанковић            | Хамдија                     |
| Лука Потпарић             | Јован                       |
| Срђан Јовановић           | Мутави                      |
| Срђан Милетић             | Срећко                      |
| Бане Видаковић            | доктор на психијатрији      |
| Јована Пантић             | Рубина                      |
| Игор Филиповић            | Радивоје                    |
| Исидора Минић             | Лидија                      |
| Тони Михајловски          | адвокат Гвозденовић         |
| Јелена Тркуља             | Смиљка                      |
| Нада Абрус                | газдарица                   |
| Андријана Оливерић        | терапеуткиња                |
| Александар Кецман         | рецепционер                 |
| Ивана Дудић               | стјуардеса Сузи             |
| Василија Козић Кокотовић  | агенткиња                   |
| Сава Стојановић           | менаџер клуба               |
| Синиша Максимовић         | пензионер 1                 |
| Милан Михаиловић          | пензионер 2                 |
| Бора Ненић                | пензионер 3                 |
| Милан Ковачевић           | Деда Мраз                   |
| Даница Митић              | учитељица                   |
| Огњен Малушић             |                             |
| Стојан Ђорђевић           |                             |
| Јадранка Селец            | старица на аеродрому        |
| Бојан Вељовић             |                             |
| Урош Кончар               |                             |
| Немања Павловић           |                             |
| Лука Ковачевић            |                             |
| Милан Бобић               |                             |

## Епизоде
| Сезона | Сезона | Епизоде | Епизоде | Оригинално емитовање | Оригинално емитовање | Оригинално емитовање |
| Сезона | Сезона | Епизоде | Епизоде | Премијера            | Финале               | Мрежа                |
| ------ | ------ | ------- | ------- | -------------------- | -------------------- | -------------------- |
|        | 1.     | 20      | 20      | 28. децембар 2020.   | 22. јануар 2021.     | РТС 1                |
|        | 2.     | 12      | 12      | 8. јануар 2022.      | 13. фебруар 2022.    | РТС 1                |
|        | 3.     | 12      | 12      | 8. април 2023.       | 14. мај 2023.        | РТС 1                |
|        | 4.     | 12      | 12      | 1. фебруар 2025.     | 9. март 2025.        | РТС 1                |